# وحشت شب ۲: خون جدید
وحشت شب ۲: خون جدید (انگلیسی: Fright Night 2: New Blood) فیلمی در ژانر کمدی ترسناک به کارگردانی ادواردو رودریگز است که در سال ۲۰۱۳ منتشر شد.

## خلاصه داستان
داستان دربارهٔ یک پروفسور است که توسط خون آشام‌ها گاز گرفته می‌شود و به خون آشام تبدیل می‌شود و گروهی از دانش آموزان را به خانه‌ای می‌برد و …